# 속쓰림
속쓰림(heartburn, pyrosis, cardialgia, acid indigestion) 또는 가슴앓이는 복장뼈 뒷편의 가슴우리나 상복부에서의 작열하는 느낌을 말한다. 이 통증은 흉곽에서 나타나며 목, 목구멍, 하악각 쪽으로 전이될 수 있다.

## 치료
탄산 칼슘과 같은 제산제가 종종 즉각적인 치료에 사용되며 기반이 되는 병인에 따라 추가적인 치료가 진행된다. H2 수용체 길항제나 양성자 펌프 억제제와 같은 약물이 속쓰림의 가장 흔한 병인들인 위염과 위 식도 역류병(GERD)에 효과적이다. 헬리코박터 파일로리가 존재할 경우 항생제가 사용된다.

## 역학
미국 인구의 약 42%가 어느 시점에서 속쓰림이 있다.